# Symbole arménien de l'éternité

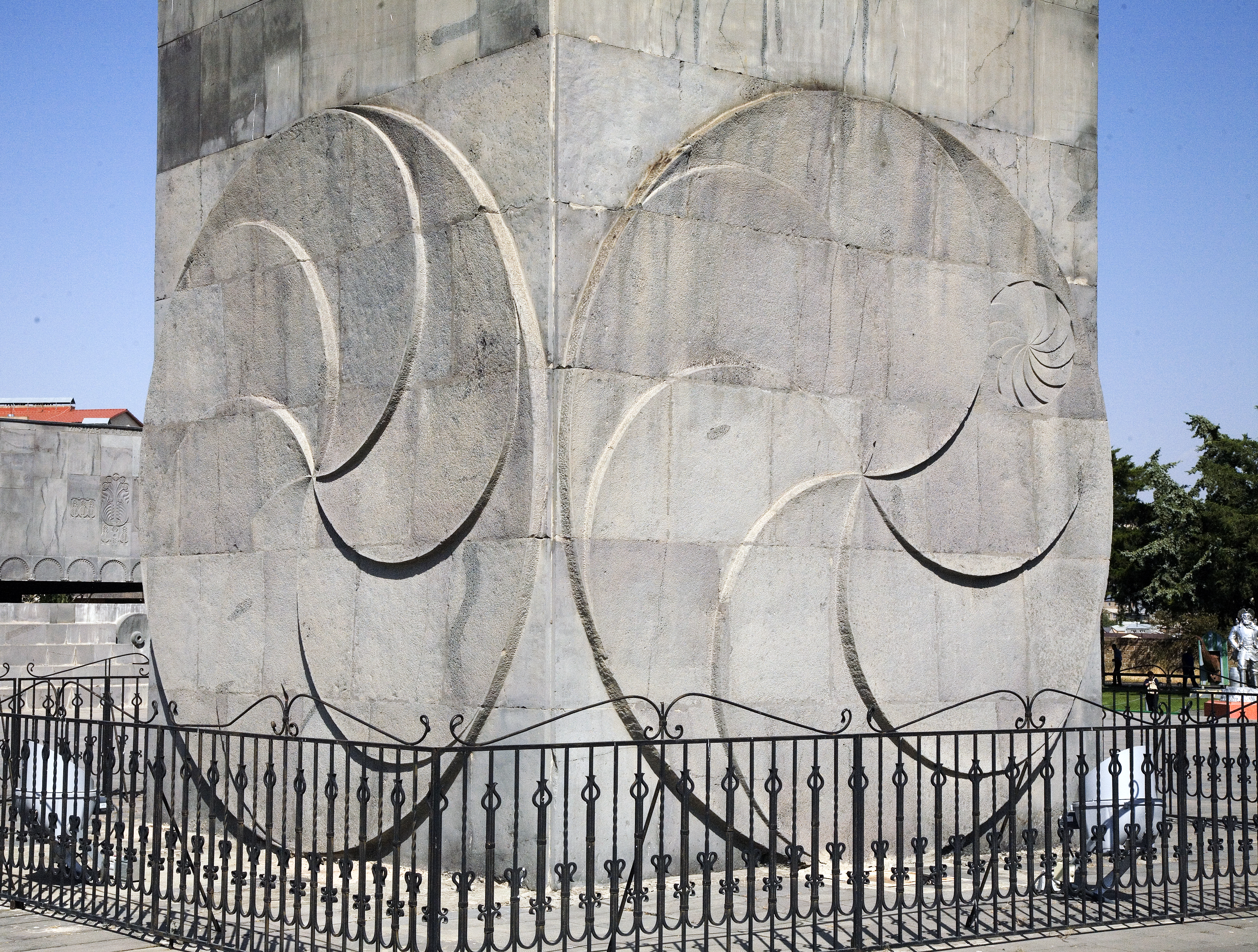
Le symbole arménien de l'éternité sur le monument Arménie rétablie datant de 1965 et situé au sommet de Cascade à Erevan.

Le symbole arménien de l'éternité est l'un des symboles nationaux de l'Arménie. C'est un élément courant et facilement observable de l'architecture arménienne,, fréquemment présent sur les khatchkars ou sur les murs des églises.
Ce symbole est appelé Arevakhach (en arménien : Արևախաչ) signifiant plus ou moins littéralement « Croix-soleil ».

## Évolution et usage
Dans la culture médiévale arménienne, ce signe symbolise la vie éternelle. On peut l'observer sur les stèles arméniennes dès le Ve siècle puis sur les khatchkars. Au VIIIe siècle, l'utilisation de ce symbole est très ancrée dans l'iconographie nationale. Cette utilisation se confirme d'ailleurs jusqu'à l'époque contemporaine. Outre sur les khatchkars, ce symbole se trouve sur les murs d'églises, sur les pierres tombales ou dans les manuscrits arméniens.

## Codage du caractère
Dans le standard ArmSCII (en) (Armenian Standard Code for Information Interchange), le symbole arménien de l'éternité a été codé sur sept puis huit bits depuis au moins 1987. En 2010, ArmSCII a fait une proposition d'intégration du symbole arménien de l'éternité auprès du consortium Unicode.